# Vinzenz von Orsini-Rosenberg
Conte Vinzenz von Orsini-Rosenberg, in tedesco Vincentius Ferrerius Dominicus de Jesu Josephus Joannes Nepomucenus Joannes Baptista Joannes Evangelista von Orsini-Rosenberg (Klagenfurt, 27 dicembre 1722 – Klagenfurt, 3 luglio 1794), è stato un nobile e politico austriaco.

## Biografia
Vinzenz von Orsini-Rosenberg era figlio del diplomatico conte Philipp Joseph von Orsini-Rosenberg e di sua moglie, la contessa Maria Dominika von Kaunitz. Suo nonno materno era il vice cancelliere imperiale Dominik Andreas I von Kaunitz. Tramite la famiglia di suo padre era diretto discendente del feldmaresciallo imperiale Raimondo Montecuccoli, mentre per parte di madre discendeva anche dai principi del Liechtenstein.
Educato privatamente, continuò gli studi a Namur (allora città dei Paesi Bassi austriaci) dal 1736 e successivamente a Graz. Nel 1742 fu nominato ciambellano imperiale. Dopo un breve periodo di viaggi diplomatici a seguito del padre, Vinzenz von Orsini-Rosenberg divenne dal 1749 amministratore distrettuale in Carinzia, poco dopo consigliere del governo dell'Austria Interna e nel 1751 consigliere imperiale di rappresentanza a Graz. Nel 1763 divenne Gubernial e membro del consiglio privato. Dal 1773 al 1774 divenne governatore della Carniola e dal 1774 al 1782 fu governatore della Carinzia.
Il suo mandato come governatore della Carinzia fu segnato dalle riforme di Maria Teresa e di suo figlio Giuseppe II. Lui stesso fu coinvolto in modo significativo nella costruzione dell'Ospedale Generale di Klagenfurt, dell'ospedale militare locale, dell'orfanotrofio Maria Teresa e della residenza personale dell'arciduchessa Maria Anna. Con la riorganizzazione amministrativa delle terre asburgiche, la Carinzia perse la sua indipendenza nel 1782 e fu posta sotto il governo di Graz. Vinzenz von Orsini-Rosenberg venne quindi sollevato dalla carica di governatore, ritirandosi quindi dal servizio pubblico. Rimase in carica come oberhofmeister ereditario della Carinzia.
Alla morte del padre nel 1765, l'Orsini-Rosenberg ereditò i suoi possedimenti comprendenti i feudi di Sonnegg, Greifenburg, Grafenstein, Keutschach e Welzenegg e metà del palazzo Rosenberg a Klagenfurt, che però in gran parte dovette alienare o impegnare per saldare i debiti lasciatigli dal genitore.
Quando suo cugino senza figli, Franz Xaver von Orsini-Rosenberg, venne elevato al rango di principe imperiale nel 1790, Vinzenz e i suoi discendenti furono nominati contemporaneamente suoi successori con la prospettiva del titolo di principi. Tuttavia, Vinzenz morì prima del cugino, così che suo figlio primogenito Franz Seraph divenne poi il secondo principe Orsini-Rosenberg.
Vinzenz fece ampliare il castello di Grafenstein, sua residenza estiva, nel 1768/70. Il fatiscente castello di Stein sulla Drava venne smontato pezzo per pezzo e riutilizzato come materiale da costruzione. Nel 1778 il castello di Keutschach fu ristrutturato su sue indicazioni. Nel 1781 acquistò dal cugino Franz Xaver la seconda metà del palazzo di famiglia di Klagenfurt divenendone l'unico proprietario. Nel 1780 chiese ed ottenne dall'imperatore di eliminare per la sua famiglia il vincolo di primogenitura, così che tutti i suoi figli potessero ereditare in maniera egualitaria ad eccezione del titolo nobiliare.
Nel 1786 Vinzenz fece costruire a proprie spese un ponte di legno sulla Drava vicino a Stein im Jauntal per migliorare il collegamento con Klagenfurt, che fino ad allora poteva essere raggiunta unicamente passando dal Völkermarkt o in traghetto.

## Matrimonio e figli
Vincent sposò Anna Maria Juliana Josepha von Stubenberg (1738–1804) nel 1756. La coppia ebbe dieci figli:
- Philippina Nera (1758-1768)
- Gabriela Theresia (1760-1766)
- Franz Seraph (1761–1832), II principe Orsini-Rosenberg, consigliere privato dell'imperatore, generale di cavalleria, cavaliere del Toson d'oro, sposò nel 1786 la contessa Marie Caroline von Khevenhüller-Metsch (1767–1811)
- Maria Dominika (1763-1820), sposò nel 1786 il conte František Xaver Koller de Nagybánya, consigliere privato dell'imperatore, hofkamerrer ereditario del Regno d'Ungheria
- Leopold Aloys (1764-1819), ciambellano imperiale, capitano di cavalleria
- Vinzenz Ferrerius (1765-1829)
- Maria Cecilia (1766-1841), dama della Croce Stellata, sposò nel 1786 il conte Hieronymus Maria von Lodron-Laterano (1766–1823)
- Un figlio maschio (n./† 1767)
- Maria Antonia (1769-1862) camerista della Regina Maria Carolina d'Asburgo-Lorena, sposò a Vienna nel 1790 il conte Nicola Luigi Mancini (1765-1832)
- Maria Seraphina (1769–1841), dama della Croce Stellata, sposò nel 1807 il conte Joseph von Thurn-Valsássina (1771–1829)

## Albero genealogico
|                                    |                             |                                                       | Genitori                                                    |  |  | Nonni |  |  | Bisnonni                                            |  |  | Trisnonni             |  |
|                                    |                             |                                                       |                                                             |  |  |       |  |  | Johann Andreas von Rosenberg, I barone di Rosenberg |  |  | Andreas von Rosenberg |  |
|                                    |                             |                                                       |                                                             |  |  |       |  |  | Johann Andreas von Rosenberg, I barone di Rosenberg |  |  | Andreas von Rosenberg |  |
|                                    |                             | Katharina Weiß von Schmelzhofen                       |                                                             |  |  |       |  |  | Johann Andreas von Rosenberg, I barone di Rosenberg |  |  |                       |  |
| Wolfgang Andreas von Rosenberg     |                             |                                                       |                                                             |  |  |       |  |  | Johann Andreas von Rosenberg, I barone di Rosenberg |  |  |                       |  |
|                                    |                             | Juliana Kulmer von Rosenbichl                         | Maximilian Bernhard Dominic Kulmer von Rosenbichl           |  |  |       |  |  |                                                     |  |  |                       |  |
|                                    |                             | Juliana Kulmer von Rosenbichl                         | Maximilian Bernhard Dominic Kulmer von Rosenbichl           |  |  |       |  |  |                                                     |  |  |                       |  |
|                                    |                             | Juliana Kulmer von Rosenbichl                         | Katharina von Silberberg                                    |  |  |       |  |  |                                                     |  |  |                       |  |
| Philipp Josef von Orsini-Rosenberg |                             | Juliana Kulmer von Rosenbichl                         |                                                             |  |  |       |  |  |                                                     |  |  |                       |  |
|                                    |                             | Raimondo Montecuccoli                                 | Galeotto Montecuccoli                                       |  |  |       |  |  |                                                     |  |  |                       |  |
|                                    |                             | Raimondo Montecuccoli                                 | Galeotto Montecuccoli                                       |  |  |       |  |  |                                                     |  |  |                       |  |
|                                    |                             | Raimondo Montecuccoli                                 | Anna Bigi                                                   |  |  |       |  |  |                                                     |  |  |                       |  |
| Ernestina Barbara Montecuccoli     |                             | Raimondo Montecuccoli                                 |                                                             |  |  |       |  |  |                                                     |  |  |                       |  |
|                                    |                             | Maria Josepha Margaretha van Dietrichstein-Nikolsburg | Massimiliano di Dietrichstein, II principe di Dietrichstein |  |  |       |  |  |                                                     |  |  |                       |  |
|                                    |                             | Maria Josepha Margaretha van Dietrichstein-Nikolsburg | Massimiliano di Dietrichstein, II principe di Dietrichstein |  |  |       |  |  |                                                     |  |  |                       |  |
|                                    |                             | Maria Josepha Margaretha van Dietrichstein-Nikolsburg | Anna Maria del Liechtenstein                                |  |  |       |  |  |                                                     |  |  |                       |  |
| Vinzenz von Orsini-Rosenberg       |                             | Maria Josepha Margaretha van Dietrichstein-Nikolsburg |                                                             |  |  |       |  |  |                                                     |  |  |                       |  |
|                                    | Leopold Wilhelm von Kaunitz | Ulrich V von Kaunitz                                  |                                                             |  |  |       |  |  |                                                     |  |  |                       |  |
|                                    | Leopold Wilhelm von Kaunitz | Ulrich V von Kaunitz                                  |                                                             |  |  |       |  |  |                                                     |  |  |                       |  |
|                                    | Leopold Wilhelm von Kaunitz | Ludmila Raupowsky von Raupow                          |                                                             |  |  |       |  |  |                                                     |  |  |                       |  |
| Dominik Andreas I von Kaunitz      | Leopold Wilhelm von Kaunitz |                                                       |                                                             |  |  |       |  |  |                                                     |  |  |                       |  |
|                                    |                             | Eleonore von Dietrichstein                            | Massimiliano di Dietrichstein, II principe di Dietrichstein |  |  |       |  |  |                                                     |  |  |                       |  |
|                                    |                             | Eleonore von Dietrichstein                            | Massimiliano di Dietrichstein, II principe di Dietrichstein |  |  |       |  |  |                                                     |  |  |                       |  |
|                                    |                             | Eleonore von Dietrichstein                            | Anna Maria del Liechtenstein                                |  |  |       |  |  |                                                     |  |  |                       |  |
| Maria Dominika von Kaunitz         |                             | Eleonore von Dietrichstein                            |                                                             |  |  |       |  |  |                                                     |  |  |                       |  |
|                                    |                             | Adolph Wratislaw von Sternberg                        | Johann Rudolf von Sternberg                                 |  |  |       |  |  |                                                     |  |  |                       |  |
|                                    |                             | Adolph Wratislaw von Sternberg                        | Johann Rudolf von Sternberg                                 |  |  |       |  |  |                                                     |  |  |                       |  |
|                                    |                             | Adolph Wratislaw von Sternberg                        | Helene Eustachie Krinecká zu Ronova                         |  |  |       |  |  |                                                     |  |  |                       |  |
| Maria Eleonora von Sternberg       |                             | Adolph Wratislaw von Sternberg                        |                                                             |  |  |       |  |  |                                                     |  |  |                       |  |
|                                    |                             | Anna Lucia Slawate von Chlum und Košumberk            | Jáchym Oldřich Slawate z Chlumu a Kosumberka                |  |  |       |  |  |                                                     |  |  |                       |  |
|                                    |                             | Anna Lucia Slawate von Chlum und Košumberk            | Jáchym Oldřich Slawate z Chlumu a Kosumberka                |  |  |       |  |  |                                                     |  |  |                       |  |
|                                    |                             | Anna Lucia Slawate von Chlum und Košumberk            | Maria Franziska Theresia von Meggau                         |  |  |       |  |  |                                                     |  |  |                       |  |
|                                    |                             | Anna Lucia Slawate von Chlum und Košumberk            |                                                             |  |  |       |  |  |                                                     |  |  |                       |  |